# برانانی
برانانی (به چکی: Braňany) یک منطقهٔ مسکونی در جمهوری چک است که در ناحیه موست واقع شده‌است. برانانی ۶٫۱۲ کیلومتر مربع مساحت و ۱٬۱۹۵ نفر جمعیت دارد و ۲۵۳ متر بالاتر از سطح دریا واقع شده‌است.